# Elsa O'Connor
Elsa O'Connor (Buenos Aires, Argentina; 30 de noviembre de 1906 - Montevideo, Uruguay; 7 de abril de 1947), cuyo verdadero nombre era Elsa Asunción Celestino Monty, fue una actriz argentina de cine y teatro que supo interpretar personajes de fuerte carácter. Era considerada una maestra de la actuación, y muchos que la pudieron disfrutar en teatro aseguran que fue la máxima actriz trágica argentina de todos los tiempos.

## Carrera artística
Su madre fue la actriz y periodista Amelia Monti, quien la acercó al mundo del cine y el teatro. 
En 1923 debutó con la compañía de Blanca Podestá en el Teatro Marconi. En 1943 obtuvo el Primer Premio Municipal a la mejor actriz dramática por su labor junto a Paulina Singerman en la obra Himeneo y en Celos llevada luego al cine por Zully Moreno. Su labor central se centró en el Teatro Odeón de Buenos Aires en obras como La gata de Rino Alessi, La sombra de Darío Nicodemi y en una adaptación de La dama de las camelias entre otras. Luego, su mayor éxito fue Luz de gas en el Teatro Astral, dirigida por Narciso Ibáñez Menta.
Participó en numerosas películas, desde su actuación en 1925 en el filme mudo Muñecos de cera al que siguieron films sonoros como La vida de Carlos Gardel con Santiago Gómez Cou, Delia Garcés en 1939 más El loco Serenata con Pepe Arias, La casa del recuerdo como la madre de Libertad Lamarque, La casa de los cuervos con Amelia Bence y Luis Aldás, Secuestro sensacional con Luis Sandrini, Rosa de América con Delia Garcés, Camino del infierno con Mecha Ortiz generalmente como actriz de carácter o en destacados papeles secundarios. En 1944 ganó el premio a la mejor actriz de reparto por El deseo de Carlos Schlieper.
Sus últimas dos películas fueron  El misterioso tío Silas en la cual le dio vida a Madame De La Rouger dando una clase de actuación memorable y La senda oscura, ambas de 1947, que se estrenaron a un mes de su trágica desaparición.
Luego de una gira por Chile y Perú, actuando en Montevideo, Uruguay en La gata, resbaló y su cabeza dio contra el piano muriendo poco después probablemente por un derrame cerebral, el 7 de abril de 1947.
Una calle de la ciudad de Buenos Aires (5900-6200) lleva su nombre en su homenaje.
Se casó en 1926 con el actor Lalo Hartich (nombre artístico de Horacio Harretche) con quien tuvo su hijo, el actor Horacio O'Connor. Su nieto es el tenor Martín O'Connor. Fue también prima hermana de la madre de los actores Ricardo Passano y de Mario Passano.

## Consenso
Según el análisis de los cuadernos de Instituto Nacional de Cine y Artes Audiovisuales, Damas para la Hoguera:
«O´Connor queda como una trágica de su generación, alguien que como Milagros de la Vega, Raúl de Lange, Myriam de Urquijo, Alba Mujica, Raúl Parini, Blanca Lagrotta, Miguel Bebán, se vio desplazada por un canon estético en el que predominaba un tipo de belleza que, como ocurre hoy en la TV, se asociaba con la juventud. Los trágicos -y no hay muchos -ejercen su poderío en el teatro. Su madre habla de indiferencia y de desprecio. Dentro de la rígida jerarquía que los propios actores establecen, ella se veía como una predestinada, no tanto una cómica sino una artista. Sabedora de su talento pudo, en ocasiones, no tener el suficiente grado de modestia; y, lo que es más, se hundía en empresas en las que el dinero se esfumaba. El cine fue, para ella, una manera de sobrevivir.»

## Fallecimiento
En marzo de 1947 mientras ofrecía la exitosa obra La gata en un teatro de Montevideo, se le ocurrió incorporar un realismo desbordado a la escena final de la obra: rodar por unas escaleras y terminar en el escenario. A las pocas funciones sufrió un accidente insólito pero fatal, se resbaló en medio de una escena y su cabeza golpeó contra el piano de cola dejándola inconsciente. Al comienzo no le dio importancia a las fuertes molestias que comenzó a sentir como fatiga, fuertes dolores de cabeza, pérdida de la estabilidad. Cuando por fin se decidió a consultar con un médico, las radiografías realizadas revelaron que había sufrido una lesión cerebral. Operada de urgencia por un coágulo en el cerebro, murió el 7 de abril de ese año a causa de un derrame cerebral. La primera actriz Lydia Lamaison recibió sus cenizas traídas desde Montevideo a la Argentina para descansar en el Panteón de Actores del Cementerio de la Chacarita.

## Filmografía
- La senda oscura (1947) dir. Luis José Moglia Barth …Artea / Mercedes Quiroga
- Tela de araña o El misterioso tío Silas (1947) …Madame De La Rouger
- Rosa de América (1946) dir. Alberto de Zavalía
- Camino del infierno (1946) dir. Luis Saslavsky y Daniel Tinayre..... Ana
- Se abre el abismo (1945) dir. Pierre Chenal …Sra. Ferry
- El deseo dir. Carlos Schlieper (1944)
- Siete mujeres (1944) dir. Benito Perojo
- Frontera Sur (1943) dir. Belisario García Villar
- En el viejo Buenos Aires (1942) dir. Antonio Momplet
- Yo conocí a esa mujer (1942) dir. Carlos Borcosque
- Secuestro sensacional (1942) dir. Luis Bayón Herrera …Leonor
- La casa de los cuervos (1941) dir. Carlos Borcosque
- Dama de compañía (1940) dir. Alberto de Zavalía
- La casa del recuerdo (1940) dir. Luis Saslavsky
- El Loco Serenata (1939) dir. Luis Saslavsky …Lola
- La vida de Carlos Gardel (1939) dir. Alberto de Zavalía.... Dorina
- La que no perdonó (1938) dir. José Agustín Ferreyra.... Mercedes Virreyes de Hernandarias
- La barra mendocina (1935) dir. Mario Soffici
- Pibelandia (1935) dir. Augusto César Vatteone
- Muñecos de cera (1925) dir. Rafael Parodi

## Teatro
- 1933: Se vende una negra, con la Compañía de Pierina Dealessi - Alfredo Camiña - Marcos Caplán - Enrique Serrano. Estrenada en el Teatro Smart.[2]